# ملعب ميدون-جربة
ملعب ميدون-جربة هو ملعب كرة قدم يقع في مدينة ميدون بجزيرة جربة في الجمهورية التونسية، يحتوي على ثماني آلاف مقعد.
ويستخدم هذا الملعب من طرف الأمل الرياضي بجربة الذي ينشط في الرابطة التونسية الثانية لكرة القدم.